# Austria en los Juegos Olímpicos de Pyeongchang 2018
Austria estuvo representada en los Juegos Olímpicos de Pyeongchang 2018 por un total de 105 deportistas que compitieron en 12 deportes. Responsable del equipo olímpico fue el Comité Olímpico Austríaco, así como las federaciones deportivas nacionales de cada deporte con participación.
La portadora de la bandera en la ceremonia de apertura fue la esquiadora Anna Veith.

## Medallistas
El equipo olímpico austríaco obtuvo las siguientes medallas:
| Nombre                                                                                                   | Deporte           | Competición        |
| --- | ----------------- | ------------------ |
| Oro |                   |                    |
| Marcel Hirscher                                                                                          | Esquí alpino      | Combinada M        |
| Matthias Mayer                                                                                           | Esquí alpino      | Supergigante M     |
| Marcel Hirscher                                                                                          | Esquí alpino      | Eslalon gigante M  |
| David Gleirscher                                                                                         | Luge              | Individual M       |
| Anna Gasser                                                                                              | Snowboard         | Big air F          |
| Plata |                   |                    |
| Anna Veith                                                                                               | Esquí alpino      | Supergigante F     |
| Katharina Liensberger Katharina Gallhuber Michael Matt Marco Schwarz Stephanie Brunner R Manuel Feller R | Esquí alpino      | Equipo mixto       |
| Peter Penz Georg Fischler                                                                                | Luge              | Doble M            |
| Bronce                                                                                                   |                   |                    |
| Dominik Landertinger                                                                                     | Biatlón           | Individual M       |
| Lukas Klapfer                                                                                            | Combinada nórdica | TN + 10 km M       |
| Madeleine Egle David Gleirscher Peter Penz Georg Fischler                                                | Luge              | Relevo por equipos |
| Katharina Gallhuber                                                                                      | Esquí alpino      | Eslalon F          |
| Michael Matt                                                                                             | Esquí alpino      | Eslalon M          |
| Jan Schmid Wilhelm Denifl Lukas Klapfer Bernhard Gruber Mario Seidl                                      | Combinada nórdica | TG + 4 × 5 km M    |